# Ганцев Дмитро Федорович
Дмитро Федорович Ганцев (нар. 20 липня 1918 — 14 січня 1968)  — учасник німецько-радянської війни, повний кавалер ордена Слави.

## Біографія
Народився 20 липня 1918 року в селі Тарасівка  Богодухівського повіту  Харківської губернії Української держави (нині село Великописарівського району Сумської області України) в селянській родині. Росіянин. Освіта початкова. Працював трактористом у радгоспі.
У Червоній Армії з 1940 року.
З червня 1941 року на фронтах німецько-радянської війни. Брав участь в обороні Ростова-на-Дону, форсуванні Дніпра, Південного Бугу, Дністра, Одера, звільненні Польщі, Чехословаччини.
Стрілець 178-го гвардійського стрілецького полку (58-а гвардійська стрілецька дивізія, 37-а армія, 3-й Український фронт) гвардії рядовий Дмитро Ганцев в ніч на 23 березня 1944 при форсуванні річки Південний Буг в районі села Олександрівка (Вознесенський район Миколаївської області України) в складі передової групи вогнем з автомата прикривав переправу основних сил. Беручи участь у відбитті контратак противника, протягом доби знищив 16 гітлерівців. 6 квітня 1944 року за зразкове виконання завдань командування в боях з німецько-фашистськими загарбниками гвардії червоноармієць Ганцев Дмитро Федорович нагороджений орденом Слави 3-го ступеня (№ 44235).
15 квітня 1944 гвардії рядовий Дмитро Ганцев при відбитті контратак противника в районі села Варниця Новоаненського району Молдавії вогнем з автомата та захопленого в ході бою фашистського кулемета знищив близько 20 солдатів, чим сприяв утриманню плацдарму на правому березі Дністра. 17 травня 1944 року за зразкове виконання завдань командування в боях з німецько-фашистськими загарбниками гвардії червоноармієць Ганцев Дмитро Федорович нагороджений орденом Слави 2-го ступеня (№ 945).
14 січня 1945 року в бою за населений пункт Седак (25 кілометрів на південний схід від міста Енджеюв, Польща) командир відділення 178-го гвардійського стрілецького полку (58-а гвардійська стрілецька дивізія, 5-а гвардійська армія, 1 -й Український фронт) гвардії сержант Дмитро Ганцев убив до десятка німецьких солдатів, двома протитанковими гранатами підірвав танк разом з екіпажем. 10 квітня 1945 року за зразкове виконання завдань командування в боях з німецько-фашистськими загарбниками гвардії сержант Ганцев Дмитро Федорович нагороджений орденом Слави 1-го ступеня (№ 967), ставши повним кавалером ордена Слави.
За час війни також був нагороджений орденом Червоної Зірки та медалями.
У 1945 році Дмитро Ганцев демобілізований з лав Червоної Армії. Жив у місті Краснограді Харківської області України. Обирався депутатом Красноградської міської ради з 1947 року.
У 1956 році закінчив Красноградський технікум механізації сільського господарства. Працював керуючим ділянки Красноградської дослідної станції. Був удостоєний Золотої та Срібної медалей ВДНГ СРСР.
Помер 14 січня 1968 року.